# Malina Piasecka
Malina Piasecka (ur. 19 marca 2004) – polska koszykarka występująca na pozycji rozgrywającej, obecnie zawodniczka Enea AZS Politechniki Poznań.

## Osiągnięcia
Stan na 2 maja 2024, na podstawie, o ile nie zaznaczono inaczej.

### Drużynowe

#### Młodzieżowe
5x5
- Mistrzyni Polski juniorek starszych (2022, 2023)[2][3]
- Wicemistrzyni Polski juniorek (2020)[4]
- Brązowa medalistka mistrzostw Polski kadetek (2019)

3x3
- Uczestniczka:
  - młodzieżowych mistrzostw Polski 3x3 U–23 (2022 – 4. miejsce)
  - mistrzostw Wielkopolski 3x3 U–17 (2020 – 4. miejsce)

### Indywidualne
- Zaliczona do I składu mistrzostw Polski juniorek starszych (2022, 2023)[2][3]

### Reprezentacja
- Uczestniczka:
  - mistrzostw Europy:
    - U–20 (2023 – 11. miejsce)[5]
    - U–18 (2022 – 8. miejsce)[6]
    - U–16 (2019 – 14. miejsce)[7]

  - FIBA U18 Women's European Challengers (2021)